# محوطه شهریاری
محوطه شهریاری مربوط به هزاره ۴و ۳ قبل از میلاد است و در شهرستان محلات، بخش مرکزی، دهستان خورهه، روستای خورهه واقع شده و این اثر در تاریخ ۲ مرداد ۱۳۸۷ با شمارهٔ ثبت ۲۳۱۱۶ به‌عنوان یکی از آثار ملی ایران به ثبت رسیده است.